# Елизаветино (Пронский район)
Елизаветино — деревня в Пронском районе Рязанской области. Входит в Погореловское сельское поселение

## География
Находится в юго-западной части Рязанской области на расстоянии приблизительно 10 км на юго-восток по прямой от районного центра города Пронск.

## История
В 1897 году здесь было учтено 9 дворов.

## Население
Численность населения: 82 человека (1897 год), 1 в 2002 году (русские 100 %), 5 в 2010.
| 1897 | 2002 | 2010 |
| ---- | ---- | ---- |
| 82   | ▼ 1  | ▲ 5  |